# Mike Fiers
Michael Bruce Fiers (ur. 15 czerwca 1985) – amerykański baseballista występujący na pozycji miotacza w Oakland Athletics.

## Przebieg kariery
Po ukończeniu Nova Southeastern University, w czerwcu 2009 został wybrany w 22. rundzie draftu przez Milwaukee Brewers. Zawodową karierę rozpoczął od występów w Helena Brewers (poziom Rookie), następnie grał w Wisconsin Timber Rattlers (Class A i Brevard County Manatees (Class A-Advanced). 4 lipca 2010 został przesunięty do Huntsville Stars (Double-A), zaś 21 maja 2011 do Nashville Sounds (Triple-A).
10 września 2011 został powołany do składu Milwaukee Brewers i cztery dni później zadebiutował w Major League Baseball jako reliever. 7 sierpnia 2012 w spotkaniu z Cincinnati Reds notował perfect game w szóstej zmianie, ostatecznie rozegrał osiem inningów, oddał trzy uderzenia, a Brewers zwyciężyli 3–1.
30 lipca 2015 w ramach wymiany zawodników przeszedł do Houston Astros. 21 sierpnia 2015 w swoim trzecim starcie w Astros, w meczu przeciwko Los Angeles Dodgers zaliczył jedenastego w historii klubu no-hittera. W całym spotkaniu oddał 134 narzuty, trzy bazy za darmo i zaliczył 10 strikeoutów. Był to jego pierwszy complete game shutout w MLB.
W grudniu 2017 podpisał roczny kontrakt z Detroit Tigers. W sierpniu 2018 w ramach wymiany przeszedł do Oakland Athletics. 7 maja 2019 w meczu przeciwko Cincinnati Reds na Oakland-Alameda County Coliseum rozegrał drugiego w swojej karierze no-hittera.